# Graphigona
Graphigona is een geslacht van vlinders van de familie spinneruilen (Erebidae), uit de onderfamilie Calpinae.

## Soorten
- G. affinis Draudt
- G. gubernatrix Guenée, 1852
- G. regina Guenée, 1852